# Раднички (футбольный клуб, Сомбор)
«Раднички» Сомбор (серб. ФК Раднички Сомбор) — сербский футбольный клуб из города Сомбор, в Западно-Бачском округе автономного края Воеводина. Клуб основан в 1912 году под именем «Сомборски СК», домашние матчи проводит на городском стадионе Сомбора, вмещающем 5 000 зрителей.

## История
В 1924 году играл в высшем дивизионе чемпионата Югославии, где в полуфинале проиграл будущему чемпиону команде Югославия со счётом 1-5. Другим достижением является выход в 1/8 финала Кубка Югославии в сезоне 1957/58, где лишь в серии после матчевых пенальти «Раднички» уступили «Хайдуку» из Сплита. В остальные сезоны «Раднички» преимущественно выступал в низших дивизионах.